# Gigi Rizzi
Gigi Rizzi (* 23. Juni 1944 in Piacenza, Emilia-Romagna; † 24. Juni 2013 in Saint-Tropez, Provence-Alpes-Côte d’Azur) war ein italienischer Schauspieler.

## Leben und Karriere
1944 in Piacenza geboren, wandte sich Gigi Rizzi Ende der 1960er Jahre dem Film zu. Sein Leinwanddebüt gab er in Paolo Spinolas Drama La donna invisibile. Zu Beginn der 1970er Jahre sah man ihn unter anderem in Duccio Tessaris Kriminalfilm Das Grauen kam aus dem Nebel, in der Komödie Roma bene – Liebe und Sex in Rom von Regisseur Carlo Lizzani oder in Enzo G. Castellaris Filmproduktion Das Pferd kam ohne Socken.
Rizzi galt während der 1960er und frühen 1970er Jahre in Italien und Frankreich als einer der berühmtesten Playboys. Er war Liebhaber und Partner einiger der schönsten und prominentesten Frauen seiner Zeit, unter anderem hatte er Beziehungen mit Brigitte Bardot, Veruschka, Dominique Sanda, Fiona Lewis, Isa Stoppi und anderen. Mitte der 1970er Jahre zog er nach Argentinien, wo er es als Farmer zu einigem Wohlstand brachte.
In der italienischen Fernsehserie La fattoria sah man ihn 2004 in einer kleinen Gastrolle als ihn selbst.
Rizzi verstarb am 24. Juni 2013 einen Tag nach seinem 69. Geburtstag in Saint-Tropez.

## Filmografie (Auswahl)
- 1969: La donna invisibile
- 1970: Das Grauen kam aus dem Nebel (La morte risale a ieri sera)
- 1971: Roma bene – Liebe und Sex in Rom (Roma bene)
- 1972: Das Pferd kam ohne Socken (Ettore lo fusto)
- 1972: L’occhio nel labirinto